# Trichoferus robustipes
Trichoferus robustipes är en skalbaggsart som beskrevs av Holzschuh 2003. Trichoferus robustipes ingår i släktet Trichoferus och familjen långhorningar. Inga underarter finns listade i Catalogue of Life.